# Любен Божков
Любен Иванов Божков е български строителен инженер и университетски преподавател, доцент.

## Биография
Роден е през 1880 г. във Варна. През 1905 г. завършва Висше техническо училище във Виена. От 1920 до 1925 г. е поддиректор на Български държавни железници (1920 – 1925). През 1928 – 1934 г. е главен директор на железниците и пристанищата. Участва в първите военноморски строежи в България и в строежа на подбалканската линия. Разработва идеен проект за моста на река Дунав. В 1934 – 1935 г. е директор на Дирекция на природните богатства към МНС, а от 1936 до 1943 г. е частен инженер. Доцент по съобщително дело при Държавната политехника в София (1943) и във Варненския държавен университет (1949). В края на живота си подарява уникалната си сбирка от географски карти на Народната библиотека. Поддържа приятелски връзки с Константин Щъркелов, Васил Стоилов, Дечко Узунов, Райко Алексиев. Умира през 1959 г.
Личният му архив се съхранява във фонд 1494К в Централен държавен архив. Той се състои от 127 архивни единици от периода 1744 – 1960 г.
- Любен Божков със семейството си в 1924 г.
- Паметна плоча на дома му на ул. „Кракра“ 12, София

## Научна дейност
Автор е на монографиите: „Съобщителните средства на България“ (1929), „Железниците на България в тяхното развитие“, ч. І-ІІІ (1947 – 1948); „Дунавският мост и неговото развитие“ (1947); учебник „Съобщително дело“, ч. І, ІІ, ІІІ (1946 – 1950); доклади: „Дунавският мост и неговата история“ (1948); „История и значение на железниците в България (1954); статии: „Размери на Черно море“ (1926); „Пътищата в България“ (1929); „Железопътни проблеми“ (1936); „Пътни съобщения“ (1935) и други.